# Christian Arnfast
Christian Arnfast (født 1. januar 1927 i Aalborg, død 18. november 2008) var en dansk journalist og lektor ved Danmarks journalisthøjskole i Århus. Han var medlem af Folketinget for Centrum-Demokraterne fra 1975 til 1977.
Arnfast var født i 1927 i Aalborg som søn af reklamekonsulent Strange Arnfast. Han tog realeksamen på Sorø Akademi i 1945 og var på Askov Højskole i 1950 samt Holly Royde College i Manchester i 1951.
Fra 1945 og frem var Arnfast journalist på en række aviser og nyhedsbureauer: Bornholms Avis 1945-1946, United Press 1946, Aalborg Amtstidende 1948-1950 og 1953-1956, Bornholms Tidende 1950-1953, Holbæk Amtstidende (redaktionssekretær) 1956-1959, Roskilde Dagblad 1959-61. Han var politisk medarbejder med arbejdsmarkedet som speciale ved Venstres Pressebureau 1961-1962 og ved Information 1962-1964. Herefter var han ansat på B.T., først som redaktionssekretær 1964-1968 og som politisk medarbejder 1968-1971. Arnfast blev lektor ved Danmarks journalisthøjskole i Århus i 1971.
Han havde også en reserveofficersuddannelse og var major af reserven ved Dronningens Livregiment.
Arnfast var medlem af Venstre og formand for Venstres Ungdom i Holbæk 1956-1958. Han tilsluttede sig i 1973 det nydannede parti Centrum-Demokraterne og blev partiets folketingskandidat i Aarhus Sydkredsen. I 1974 blev Arnfast medlem af landsrådet og landsstyrelsen for Centrum-Demokraterne. Han blev valgt ved folketingsvalget i 1975 i Århus Amtskreds og var medlem af Folketinget fra 9. januar 1975 til 15. februar 1977. Forinden var han midlertidigt medlem af Folketinget i marts 1974 som stedfortræder for Svend Tønnesen.
Arnfast døde i 2008 og efterlod 3 døtre.